# Graphocephala simulata
Graphocephala simulata är en insektsart som beskrevs av Young 1977. Graphocephala simulata ingår i släktet Graphocephala och familjen dvärgstritar. Inga underarter finns listade i Catalogue of Life.